# Семипоклонный начал
Семипоклонный начал (приходные и исходные поклоны) — это молитвенное последование, совершаемое старообрядцами в начале и в конце всякой церковной службы или домашней молитвы.

## Текст
Бж҃е, млⷭ҇тивъ бꙋ́ди мнѣ̀ грѣ́шномꙋ.
Созда́выи мѧ̀ гдⷭ҇и, и҆ поми́лꙋй мѧ̀.
Без̾ числа̀ согрѣши́хъ гдⷭ҇и, поми́лꙋй и҆ простѝ мѧ̀ грѣ́шнаго.
Досто́йно є҆́сть ꙗ҆́кѡ вои́стиннꙋ, бл҃жи́ти тѧ̀ бцⷣꙋ, приснобл҃же́ннꙋю, и҆ пренепоро́чнꙋю, и҆ мт҃рь бг҃а на́шегѡ. Чⷭ҇тнѣ́йшꙋю херꙋві̑мъ, и҆ сла́внѣйшꙋю вои́стинꙋ серафі̑мъ, без̾ и҆стлѣ́нїѧ бг҃а сло́ва ро́ждьшꙋю, сꙋ́щꙋю бцⷣꙋ тѧ̀ велича́емъ.
Сла́ва ѻ҆ц҃ꙋ̀, и҆ сн҃ꙋ, и҆ ст҃о́мꙋ дх҃ꙋ, и҆ ны́нѣ и҆ при́снѡ, и҆ во вѣ́ки вѣкѡ́мъ. А҆ми́нь.
Гдⷭ҇и поми́лꙋй, гдⷭ҇и поми́лꙋй, гдⷭ҇и бл҃гословѝ.
Гдⷭ҇и і҆с҃е хрⷭ҇тѐ сн҃е бж҃їи, мл҃твъ ра́ди пречⷭ҇тыѧ твоеѧ̀ мт҃ре, си́лою чⷭ҇тна́гѡ и҆ животворѧ́щагѡ крⷭ҇та̀, и҆ ст҃а́гѡ а҆́гг҃ла моегѡ̀ храни́телѧ, и҆ всѣ́хъ ра́ди ст҃ы́хъ, поми́лꙋй и҆ сп҃сѝ мѧ̀ грѣ́шнаго, ꙗ҆́кѡ бл҃гъ и҆ чл҃колю́бецъ.

## Порядок совершения
В конце каждого из первых семи стихов совершается крестное знамение: с первого по третий и с пятого по седьмой — с поясным поклоном, на четвёртом (после «Достойно есть») — с великим земным поклоном. В конце восьмого стиха совершается земной поклон без крестного знамения.

## Статус
После реформ патриарха Никона в обряде Русской православной церкви вместо семипоклонного начала в качестве предначальной обычно используют следующую молитву:
Боже, милостив буди мне грешному (поклон).
Господи Иисусе Христе, Сыне Божий, молитв ради Пречистыя Твоея Матере и всех святых, помилуй нас.
Седмипоклонный начал указан в Оке церковном (дореформенная редакция богослужебного устава) и многие старообрядцы воспринимают семипоклонный начал, как один из элементов, отличающий их от новообрядцев. Так, у некоторых старообрядческих согласий (например, спасовцев) семипоклонный начал даже использовали в качестве правила приёма в свою веру.